# Fort bastionné de Hekirichi
 (juillet 2025).
La mise en forme du texte ne suit pas les recommandations de Wikipédia : il faut le « wikifier ».
Les points d'amélioration suivants sont les cas les plus fréquents :
- Les titres sont pré-formatés par le logiciel. Ils ne sont ni en capitales, ni en gras.
- Le texte ne doit pas être écrit en capitales (les noms de famille non plus), ni en gras, ni en italique, ni en « petit »…
- Le gras n'est utilisé que pour surligner le titre de l'article dans l'introduction, une seule fois.
- L'italique est rarement utilisé : mots en langue étrangère, titres d'œuvres, noms de bateaux, etc.
- Les citations ne sont pas en italique mais en corps de texte normal. Elles sont entourées par des guillemets français : « et ».
- Les listes à puces sont à éviter, des paragraphes rédigés étant largement préférés. Les tableaux sont à réserver à la présentation de données structurées (résultats, etc.).
- Les appels de note de bas de page (petits chiffres en exposant, introduits par l'outil «  Source ») sont à placer entre la fin de phrase et le point final[comme ça].
- Les liens internes (vers d'autres articles de Wikipédia) sont à choisir avec parcimonie. Créez des liens vers des articles approfondissant le sujet. Les termes génériques sans rapport avec le sujet sont à éviter, ainsi que les répétitions de liens vers un même terme.
- Les liens externes sont à placer uniquement dans une section « Liens externes », à la fin de l'article. Ces liens sont à choisir avec parcimonie suivant les règles définies. Si un lien sert de source à l'article, son insertion dans le texte est à faire par les notes de bas de page.
- La présentation des références doit suivre les conventions bibliographiques. Il est recommandé d'utiliser les modèles {{Ouvrage}}, {{Chapitre}}, {{Article}}, {{Lien web}} et/ou {{Bibliographie}}. Le mode d'édition visuel peut mettre en forme automatiquement les références.
- Insérer une infobox (cadre d'informations à droite) n'est pas obligatoire pour parachever la mise en page.

Pour une aide détaillée, merci de consulter Aide:Wikification.
Si vous pensez que ces points ont été résolus, vous pouvez retirer ce bandeau et améliorer la mise en forme d'un autre article.
Le fort bastionné de Hekirichi (Japonais: 戸切地陣屋, rōmaji: Hekirichi jin'ya, anglais: Hekirichi Bastion Fort, nom du site historique: Vestige du Fort bastionné de Hekirichi du clan Matsumae (Japonais:松前藩戸切地陣屋跡, Matsumae Han Hekirichi Jinya ato) est un fort de la fin de la période Edo appartenant au clan Matsumae, situé à Nozaki(野崎), dans la ville actuelle de Hokuto(北斗), à Hokkaidō(北海道), Japon,. Il s'agit du premier château au Japon construit selon la technique de fortification en bastion de style étoilé (fort en étoile) et conçu en adoptant les principes de la théorie militaire européenne du XIXe siècle pour la défense contre les tirs d'artillerie, tant dans le choix du site que dans sa structure. Le nom «Hekirichi» tire son origine du terme aïnou «peker-pet» (signifiant «belle (ou lumineuse) rivière»), désignant la région environnant la rivière Hekirichi qui coule à l'ouest du fort.

## Contexte de la construction et emplacement

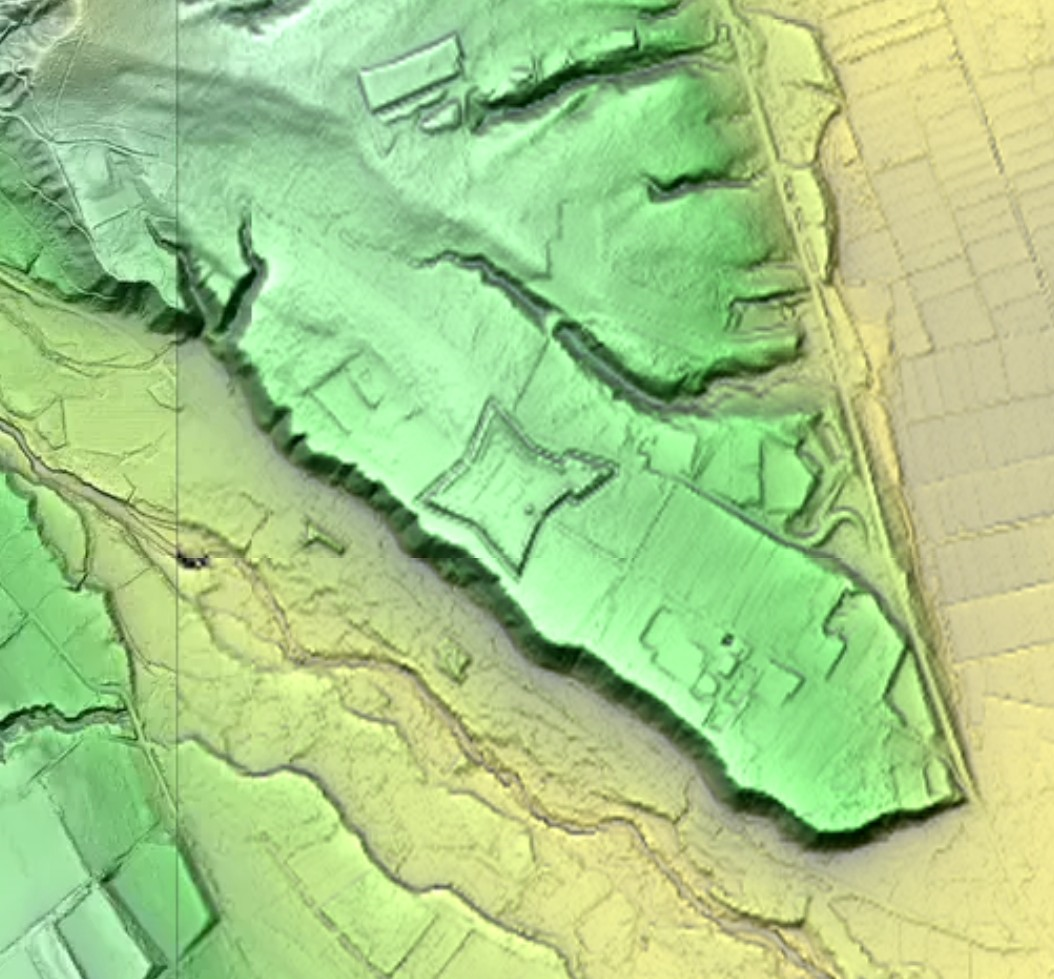
Camp principal du Fort bastionné de Hekirichi et topographie environnante (colline de Nozaki, « 野崎の丘 »). Il est protégé par la falaise d'Anatahira (アナタヒラの崖) au sud-ouest et par les ruisseaux qui l'entaillent à l'est et au nord.

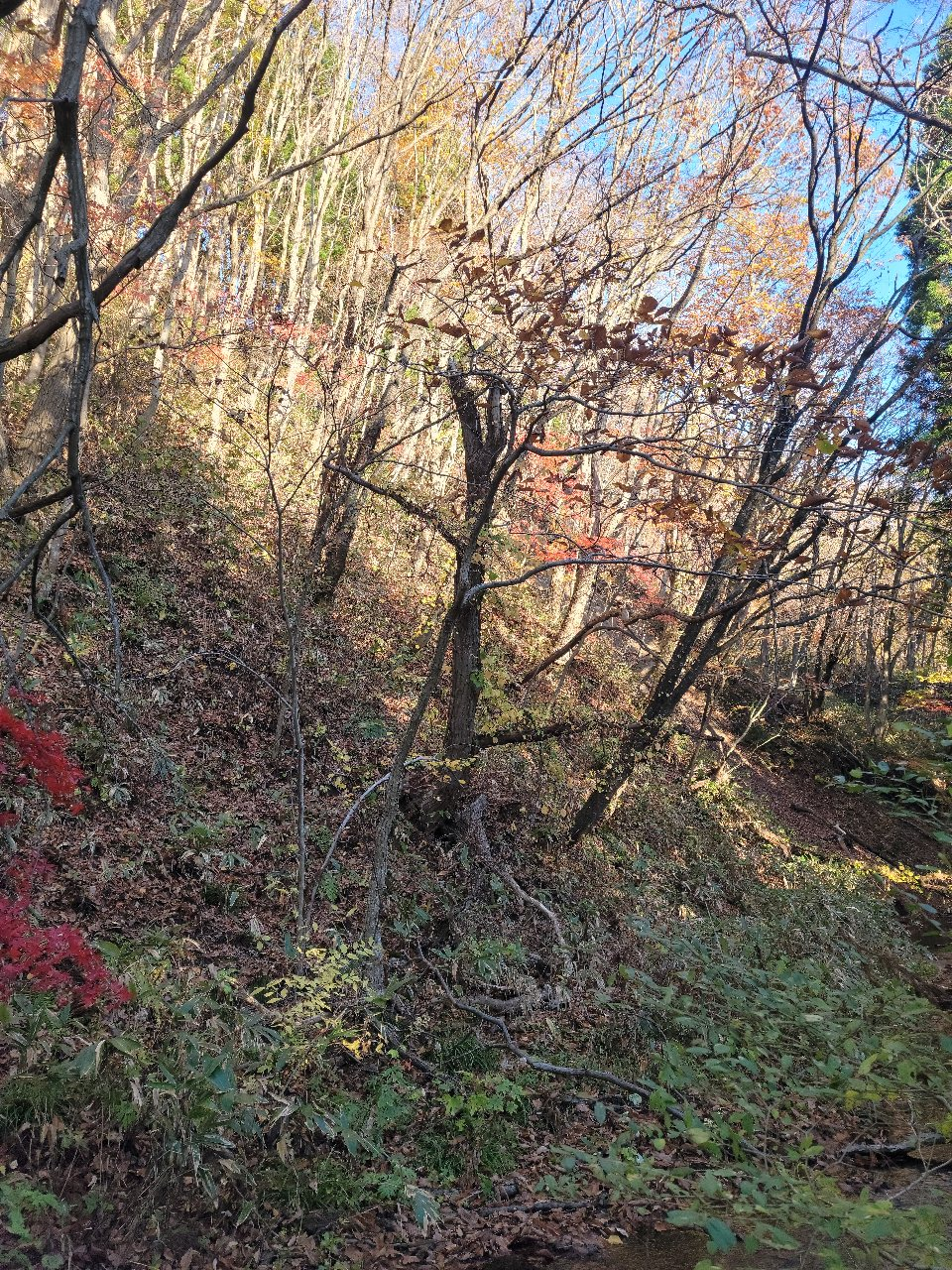
Vue de la falaise d'Anatahira (2023). Une paroi de falaise avec un angle d'inclinaison de 30 à 37 degrés et une hauteur relative de 30 à 40 mètres entoure le côté sud-ouest de la colline de Nozaki sur environ 1,7 kilomètre.

Le fort a été construit par le clan Matsumae en 1855, peu après l'ouverture du Japon à l'Occident, en tant que poste défensif (戊営, boei, ou poste de garde). Il est construit en réponse à la prise de contrôle direct des terres d'Ezo (Hokkaido) par le shogunat d'Edo pour la défense du nord, ainsi qu'à l'ordre concomitant de partager la responsabilité de la surveillance de la région autour de Hakodate (où se trouvaient l'Agence de gouvernance d'Ezo du shogunat d'Edo et l'un des ports ouverts aux pays étrangers).
Le concepteur était Fujiwara Jūta (藤原重太, mort en 1868, plus tard Fujiwara  Shume, 藤原主馬), un membre du clan Matsumae formé à l'académie d'études occidentales Satsuki-juku (五月塾) fondée par Sakuma Shōzan,. Ce fort fut le premier au Japon à adopter une structure de fort en étoile basée sur les techniques de fortification de type bastion.
Il est construit à la base d'un plateau en forme de langue, communément appelé la colline de Nozaki (Japonais:野崎の丘, Nozaki-no-Oka), situé à environ 5 kilomètres au nord-ouest du centre actuel de la ville de Hokuto. Le fort principal en forme d'étoile est situé sur la surface plane la plus élevée de la colline de Nozaki. Il est protégé par un terrain naturellement encaissé, avec la falaise d'Anatahira (アナタヒラの崖壁, Anatahira no Gaiheki) au sud-ouest servant de mur naturel du château, un terrain montagneux s'étendant vers la péninsule de Matsumae au nord, et un ravin au nord-est, limitant les voies d'accès au bastion principal à une pente douce s'étendant depuis le sud-est. Le bastion principal en forme d'étoile est une structure à quatre bastions composée de remblais de terre et de fossés, avec six emplacements de canons construits sur le bastion est.
Matsumae Hironaga (松前広長, 1738–1801), un ancien du clan Matsumae et historien de la période Edo moyenne, a grandement loué les avantages défensifs et pittoresques du site, en particulier la falaise d'Anatahira au sud-ouest, le qualifiant de «site de château sans égal dans la région» (Japonais:近国無双の城地, kingoku-musō-no-jōchi) et proposant qu'il serve de candidat pour le déplacement du siège du clan dans son ouvrage Matsumae-shi (松前志; préfacé en 1781). De plus, l'explorateur Kondō Jūzō (近藤重蔵, 1771–1829), qui a inspecté Ezo, a recommandé dans un rapport soumis au shogunat en 1807 de transférer le centre administratif d'Ezo de Matsumae à Nozaki, décrivant ce dernier comme un bastion stratégiquement supérieur (Japonais:要害之勝地, yōgai-no-shōchi). L'évaluation du site en tant que lieu de château est restée constamment élevée.
Le calendrier menant à la construction du fort fut remarquablement rapide. Le 8 mai 1855, le shogunat a émis des ordres concernant l'attribution spécifique des territoires de garde et la construction de postes de garde, faisant suite à la réquisition préalable des terres. En réponse, le 8 juin de la même année, le clan Matsumae a choisi la colline de Nozaki comme site du fort et a soumis une requête au magistrat de Hakodate (Japonais:箱館奉行, Hakodate-bugyō) pour construire un poste de garde principal pour la défense de Hakodate, requête qui fut approuvée le 10 juin. Le lendemain, 11 juin, le site fut inspecté par le magistrat de Hakodate, et la construction du fort de bastion de Hekirichi commença sans délai. Sans attendre l'hiver rigoureux, où le sol gelé devient un obstacle majeur à la construction dans la région nordique, la première forteresse de style occidental au Japon fut achevée le 20 octobre de la même année, avec une période de construction de seulement cinq mois.

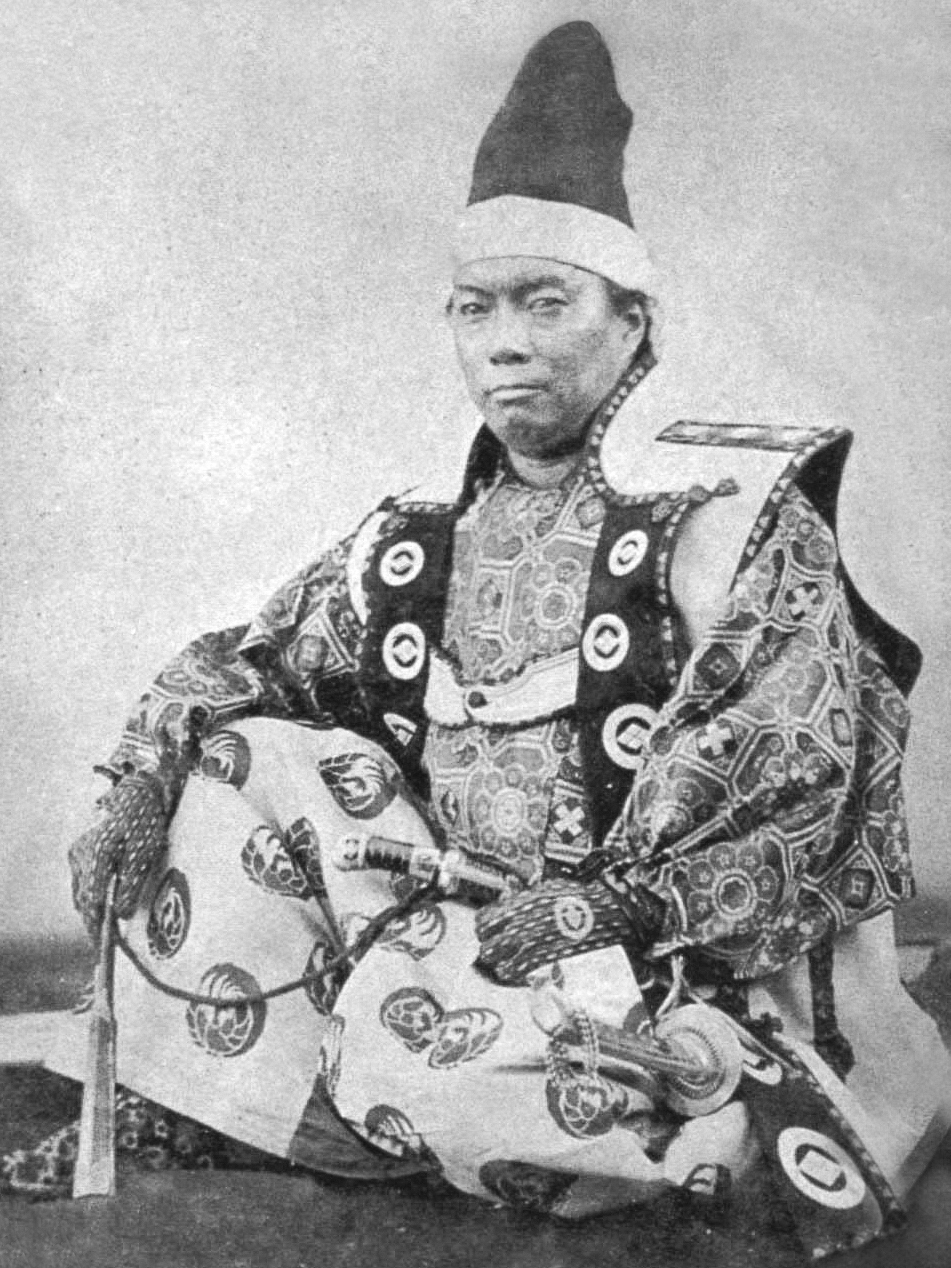
Matsumae Takahiro, seigneur du clan Matsumae au moment de l'achèvement du fort

Les techniques de fortification acquises par Fujiwara Shume à partir de la science militaire européenne englobaient des méthodes fondamentales pour la construction de fortifications,, plus tard établies et systématisées dans la discipline du génie militaire. Ces méthodes intégraient des calculs structurels géométriques analytiques avec des techniques efficaces pour atteindre la structure cible, contribuant de manière significative à l'achèvement rapide et robuste de la forteresse. Notamment, à l'époque, personne d'autre au sein du clan Matsumae ne possédait de connaissances militaires dérivées de l'étranger. En reconnaissance des contributions de Shume à la construction du fort, le seigneur du clan Matsumae Takahiro (松前崇広, 1829–1866) lui a accordé une élévation permanente du statut familial et le don de deux ensembles de vêtements saisonniers. Cette récompense, personnellement octroyée par Takahiro, était un honneur exceptionnel.

## Importance historique

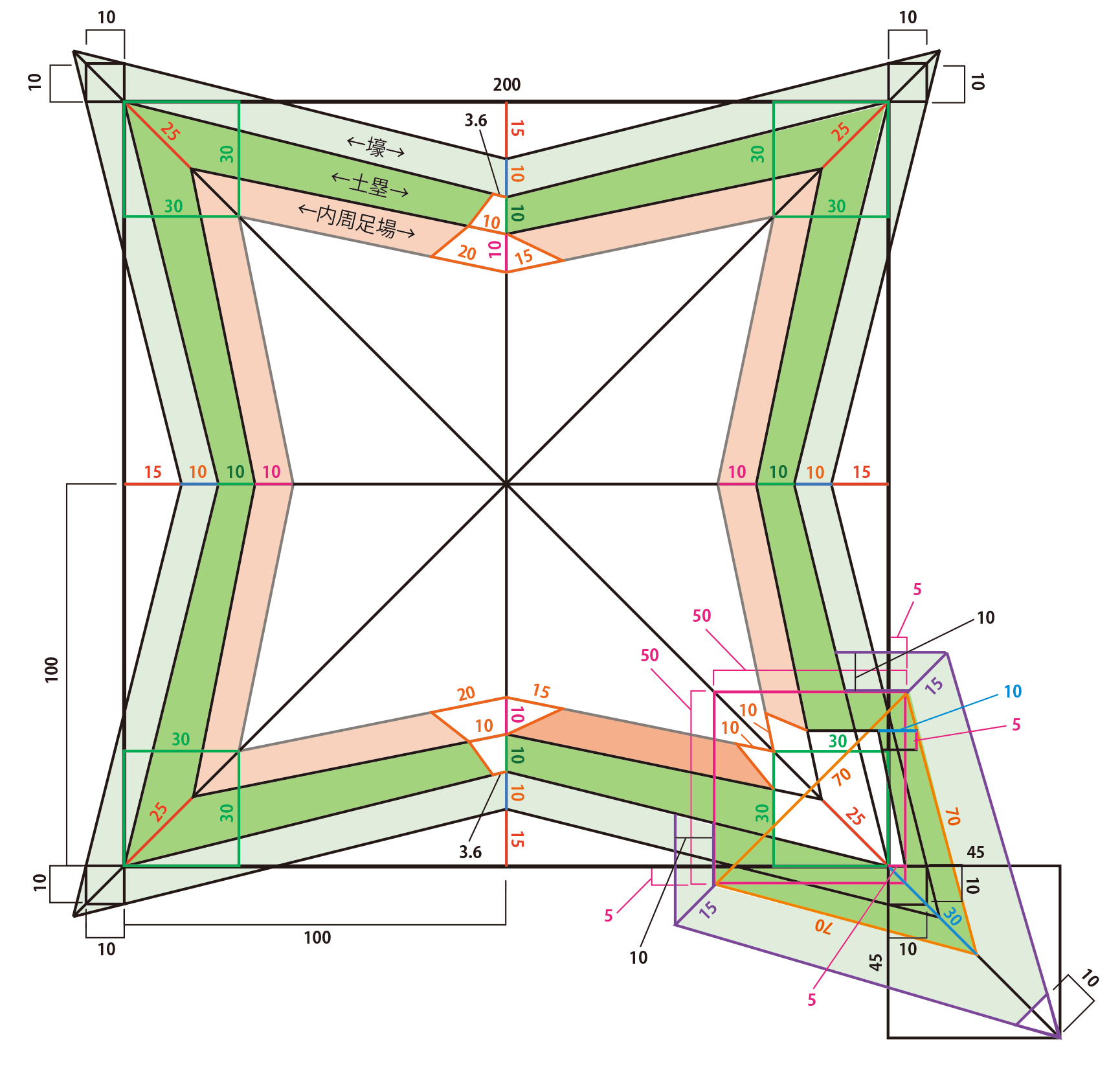
La conception géométrique du plan du Fort bastionné de Hekirichi, basée sur un carré, dérivée de l'analyse archéologique des vestiges du site.

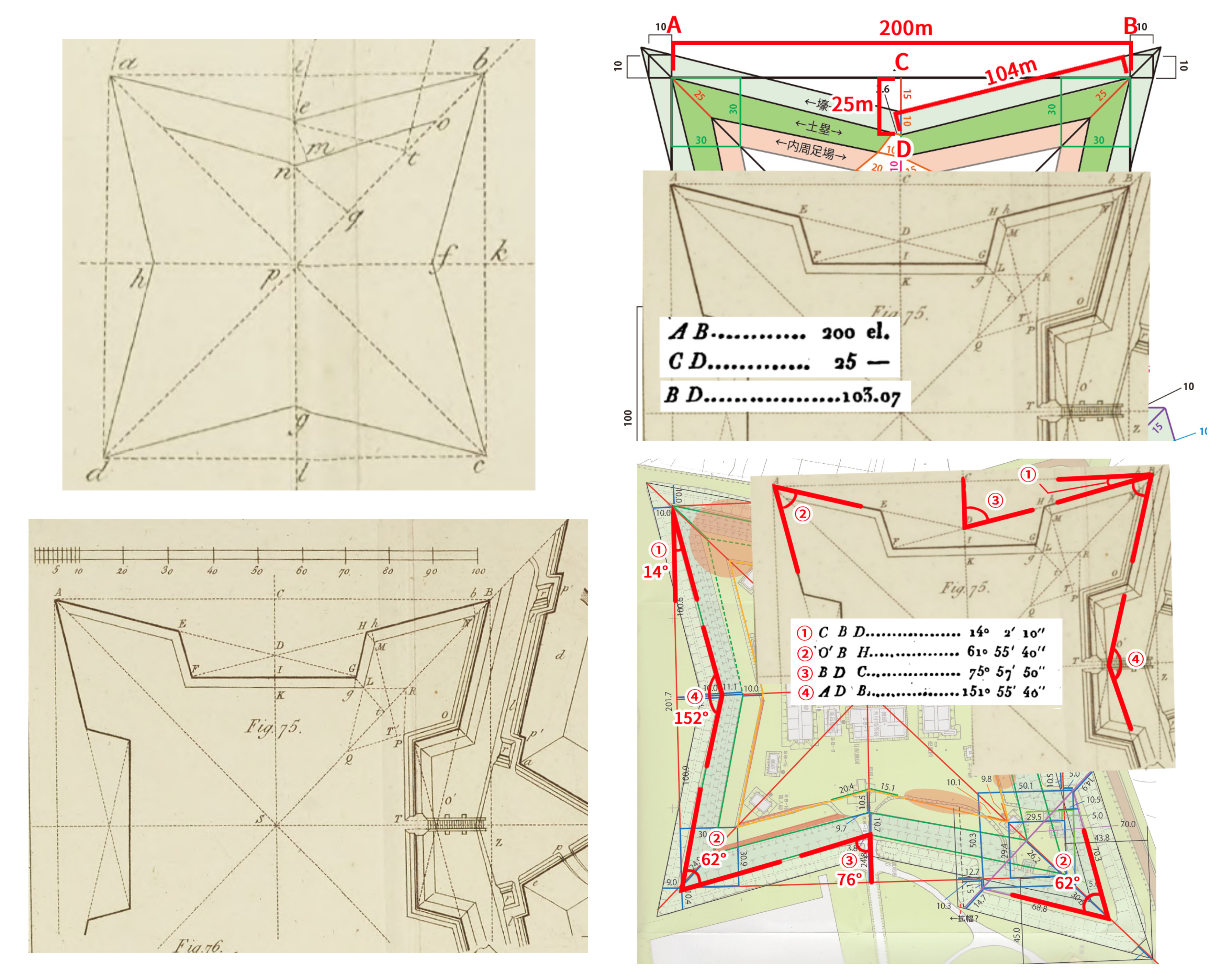
Le diagramme schématique, les dimensions et les angles du fort bastionné basé sur un carré, tels qu'illustrés dans le manuel de Savart (1827), correspondent à ceux du Fort bastionné de Hekirichi. À l'époque aux Pays-Bas, lors de la transition vers le système métrique, 1 el était considéré comme équivalent à 1 mètre.

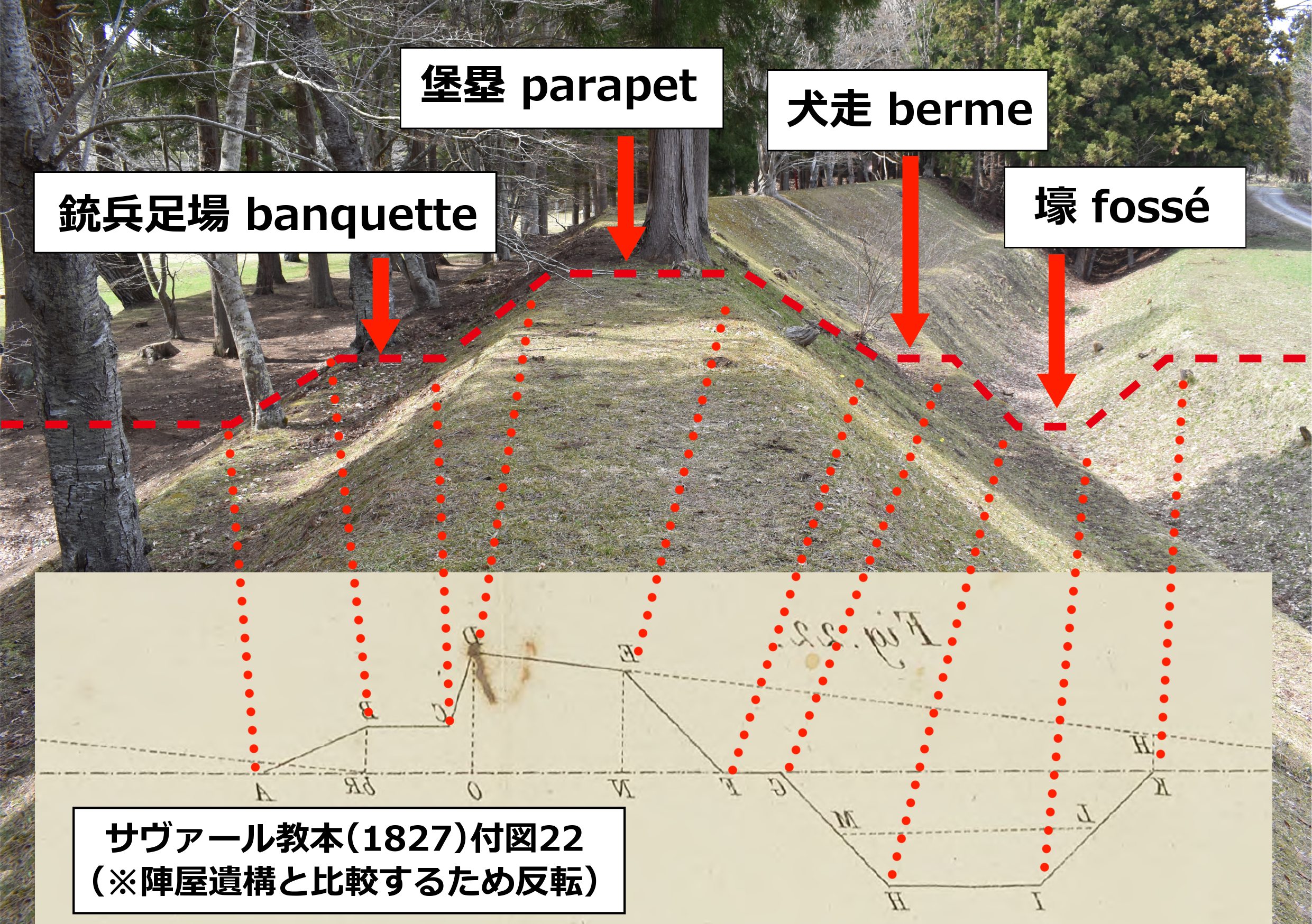
Comparaison des vestiges existants du Fort bastionné de Hekirichi avec le diagramme en coupe transversale de la structure de défense extérieure dans le manuel de Savart (1827)

Le plan du bastion principal a été perdu. Cependant, en 2023, une analyse archéologique de la forme des vestiges existants par Tokita Taichirō, conservateur du Musée local de la ville de Hokuto, a révélé que la conception était basée sur un carré de seulement 200 mètres de côté,, utilisant ses diagonales et bissectrices comme lignes de référence, et exécutée selon le système métrique, qui n'était pas la méthode d'arpentage standard au Japon à l'époque,. De plus, la méthode de conception géométrique, ainsi que les dimensions et les angles de chaque partie, correspondaient aux spécifications de la structure modèle détaillée dans le chapitre «Des Forts à bastions» (en néerlandais: Gebastioneerde Forten, forteresses de type bastion) du Cours élémentaire de fortification (première édition 1812) de Nicolas Savart (1765–1825),, utilisé comme manuel pour les études de fortification à l'École spéciale militaire de Saint-Cyr, ainsi que dans sa traduction néerlandaise augmentée par Frederik Petrus Gisius Nanning (1798–1832), Beginselen der versterkingskunst (1827) (ci-après «manuel de Savart»). Cette traduction néerlandaise a été confirmée parmi les possessions de Sakuma Shōzan, le mentor de Fujiwara Shume, et a également été trouvée dans la bibliothèque d'Egawa Hidetatsu (江川英龍, 1801–1855), un pionnier des études occidentales à la fin de la période Edo sous lequel Shōzan a étudié, ainsi que mentionnée dans la correspondance de Date Munenari (伊達宗城, 1818–1892), et répertoriée dans la section architecture du Catalogue de livres du Bansho Shirabesho(蕃所調所, Institut de recherche sur les documents étrangers du shogunat d'Edo). Cela suggère que ce texte a servi de référence précoce pour les passionnés de connaissances occidentales au Japon à la fin de la période Edo pour étudier la défense contre l'artillerie européenne.

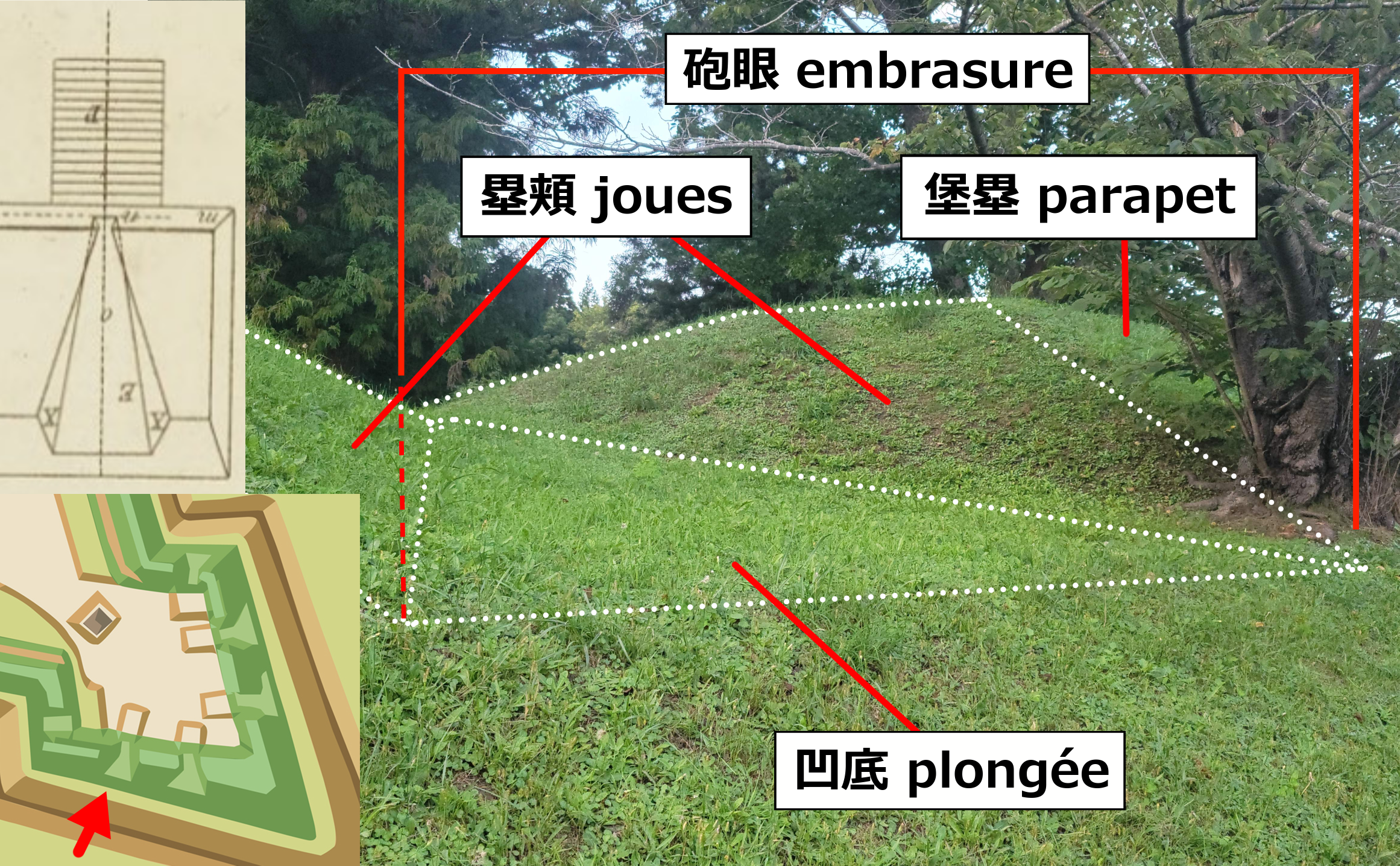
L'emplacement de canon du Fort bastionné de Hekirichi (photographié depuis la position et la direction indiquées par la flèche dans le plan en bas à gauche). Il correspond à la structure illustrée dans le diagramme du manuel de Savart.

En outre, la structure géométrique en coupe transversale (profil) des défenses extérieures, qui relie de manière fluide les rempart de terre — caractérisés par une plateforme pour tireurs (banquette, banket en néerlandais) installée le long de tout le périmètre intérieur des remparts — au fossé, ainsi que les emplacements de canons, qui répondent aux exigences des batteries d'artillerie (Japonais: 砲台, Hō-dai, néerlandais: batterij) selon la science militaire européenne de l'époque, incluent:
- Parapet (Japonais: 堡塁, Hō-rui, néerlandais: borstwering) pour protéger les soldats et les canons à l'intérieur de l'enceinte.
- Embrasures de canon (Japonais:砲眼, Hō-gan, néerlandais: embrasuren ou schietgat), conçues avec une structure s'élargissant vers l'extérieur pour permettre le passage des boulets de canon tout en offrant un large angle de tir.
- Plates-formes pour affûts de canon (Japonais: 架台, Ka-dai, néerlandais: beddingen) pour calibrer les positions de tir et éviter les dommages au sol dus aux mouvements des affûts de canon.

Les emplacements de canons du Fort bastionné de Hekirichi correspondent à la structure illustrée dans le diagramme du manuel de Savart. Ces caractéristiques reflètent l'application des théories européennes de construction défensive du XIXe siècle, telles que décrites dans le manuel de Savart et d'autres, conçues pour les opérations d'artillerie.

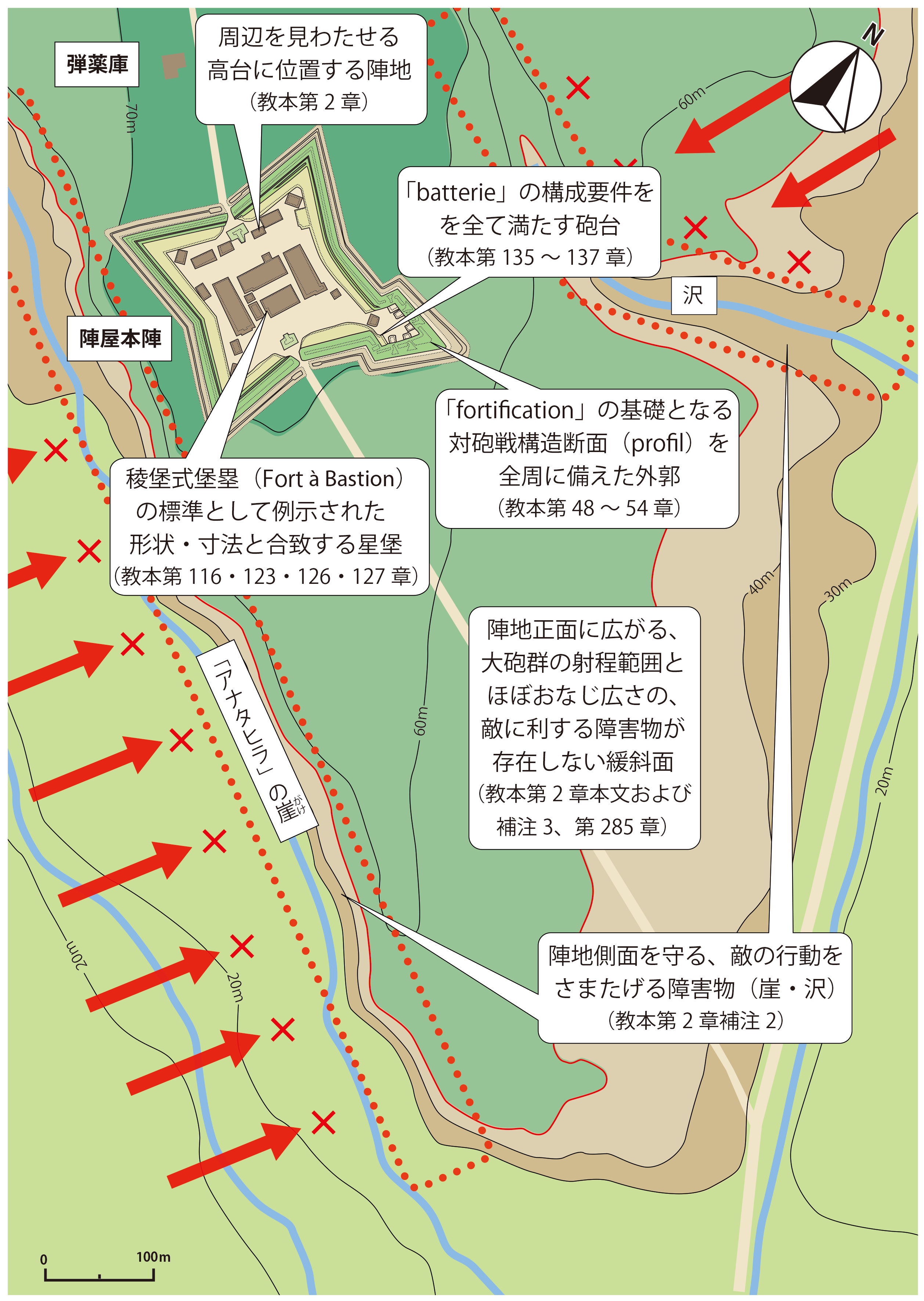
Exigences militaires européennes du XIXe siècle observées dans le Fort bastionné de Hekirichi et la colline de Nozaki (titres des chapitres du manuel de Savart).

De plus, l'emplacement du bastion principal au sommet du plateau, avec des falaises et des ravins bloquant les accès des deux côtés et une longue pente douce menant à l'entrée principale, correspond aux principes de terrain décrits dans le manuel de Savart. Par exemple, les descriptions suivantes s'appliquent.
```
"qui dominé le terrain environnant jusqu'à de canon; …qui le découvre exactement, au moins jusqu'à portée des petites armes et de la 
mitraille
;Il faut encore que les Hauteurs sur lesquelles il règne se prolongent en avant, en pente douce et thiforme, de manière à ne laisser aucun pli de terrain qui ne soit éclaire et découverts
[
12
]
."
```

```
"Que les flancs de l'armée soient couverts, ou, autrement, appuyés à des obstacles qui obligent l'ennemi à une attaque difficile, ou à une marche longue pour les éviter; en sorte que dans les deux cas, on ait le temps de faire les dispositions convenables. Les obstacles auxquels on appuie les flancs d'une armée, sont les bois très-fourrés, les eaux vives ou stagnantes, les ravins, les montagnes inaccessibles,les villages, les places fortes
[
12
]
."
```

Ces conditions pour une position d'artillerie stratégiquement avantageuse ont été remplies, indiquant que la construction du Fort bastionné de Hekirichi reflétait fortement les théories militaires européennes apprises au Japon à travers les études néerlandaises de l'époque. Au moment de sa construction, dans le contexte d'un Japon récemment ouvert, il peut être considéré comme une structure défensive capable de contrer les menaces externes potentielles (telles que des engagements militaires ou des batailles terrestres suivant des débarquements ennemis) avec une technologie à la hauteur de celle des adversaires.

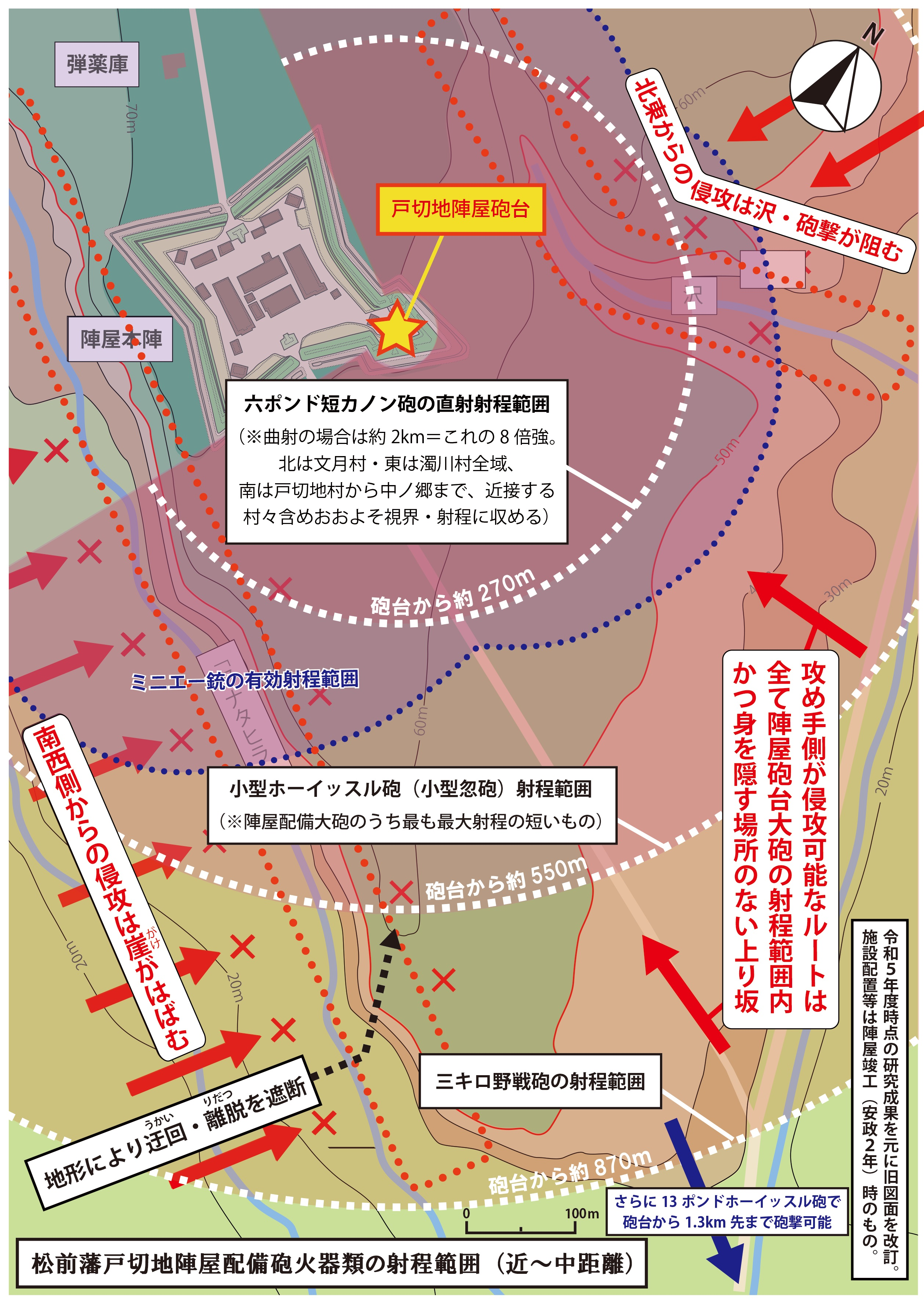
戸切地陣屋配備砲の火制範囲と地勢による防衛構造

Les rapports de service du Fort bastionné de Hekirichi (Japonais: 戸切地御陣家勤中御達書留, Hekirichi Go-Jinya Kinchū Go-Tassho Todome, 1859) répertorient les types et les capacités des canons déployés, incluant des canons courts de 6 livres, des canons de campagne de 3 kilogrammes et des armes à tir indirect comme des obusiers de 13 livres. Leur portée était suffisante pour couvrir l'ensemble de la colline de Nozaki dans leur zone de tir. L'estimation de cette portée de contrôle de tir et les conditions du terrain indiquent que, selon les capacités d'artillerie de l'époque, la pente douce devant la colline de Nozaki devenait effectivement une «zone de destruction» sans échappatoire pour les assaillants, avec une superficie totale calculée à partir du terrain actuel de 355 000 mètres carrés.

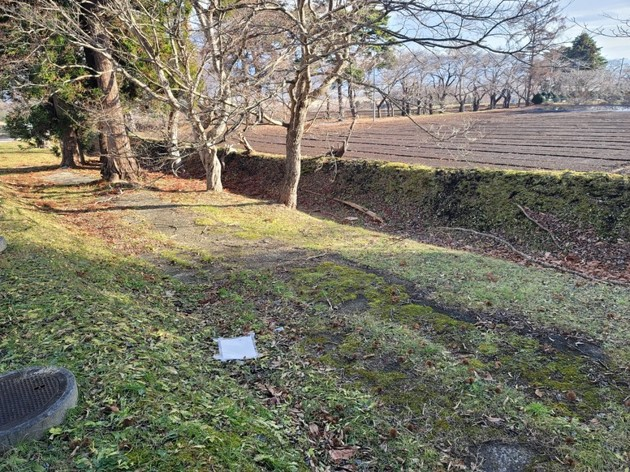
Une partie subsistante des remblais de terre établis lorsque la pente devant le camp principal du Fort bastionné de Hekirichi a été réaménagée. Conjointement avec les résidences de samouraïs, ces remblais ont obstrué les lignes de tir, contribuant à la diminution des capacités de défense de l'artillerie.

De plus, un rapport soumis au magistrat de Hakodate en 1861 indique que l'artillerie déployée se composait de 27 canons de quatre types pour six emplacements de tir, ainsi que de 59 fusils,. Cela suggère un arsenal polyvalent adapté à la position et à la situation des ennemis approchant, capable de gérer des imprévus tels que des dysfonctionnements des canons principaux, tout en permettant un déploiement sur une large zone au-delà des emplacements de tir jusqu'à l'enceinte extérieure.
Cependant, malgré une structure défensive alignée sur les principes militaires européens, les contacts avec les nations étrangères après l'ouverture du Japon à l'Occident se sont déroulés par des négociations pacifiques plutôt que par des moyens militaires (du moins dans les régions du nord), et le Fort bastionné de Hekirichi n'a eu aucune occasion de combat après sa construction. De plus, la présence de factions au sein du clan Matsumae qui rejetaient les tactiques d'artillerie de style occidental, combinée à l'adoption, la même année que le rapport mentionné, d'une proposition d'utiliser la colline de Nozaki pour le cantonnement des soldats et à des fins d'utilisation des terres agricoles, a conduit à la construction de 24 résidences de samouraïs le long de l'approche principale et des remblais environnants. En conséquence, la visibilité de la pente douce a été obstruée, réduisant considérablement les capacités d'artillerie du fort.

## Structures de l'enceinte intérieure

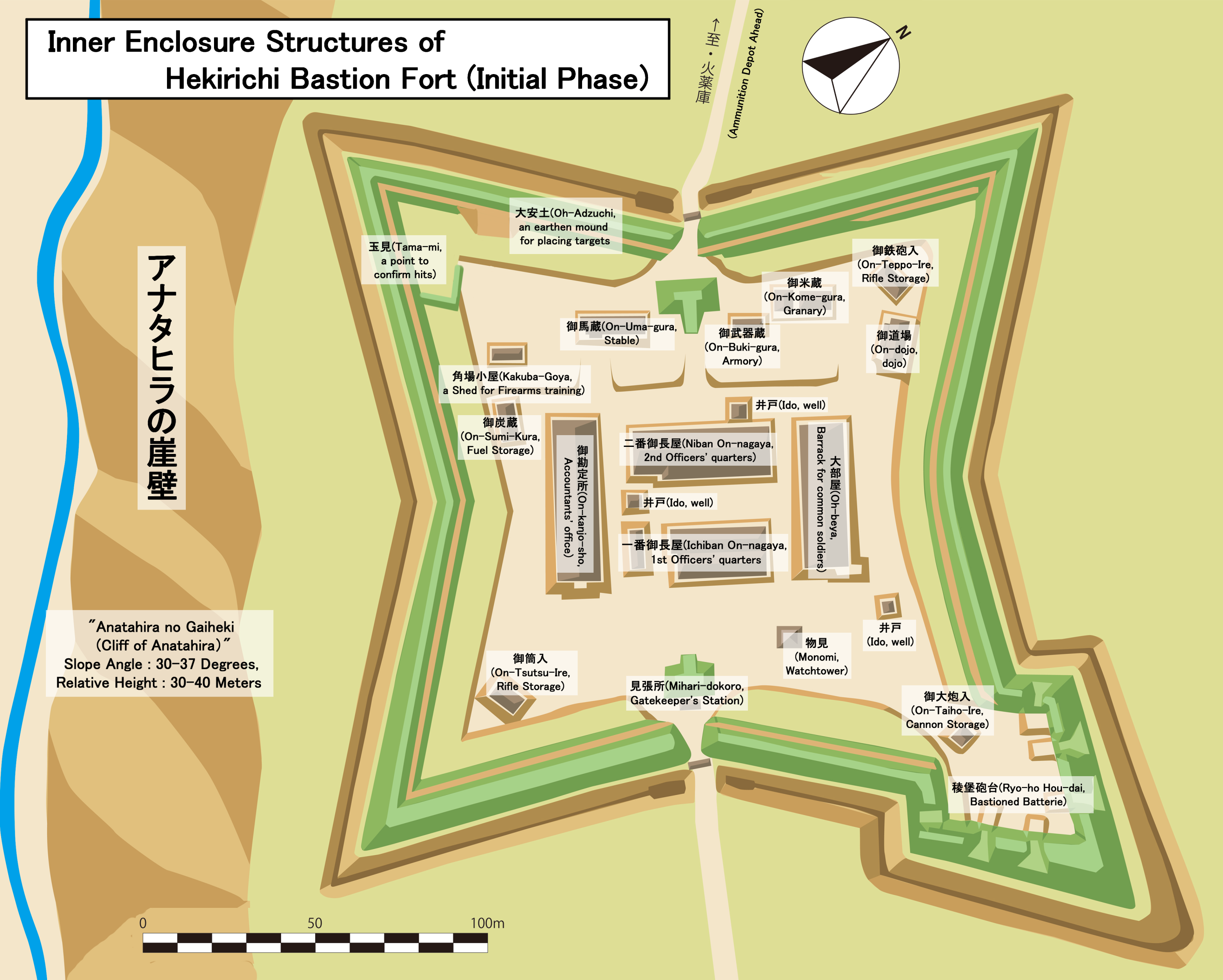
Structures de l'enceinte intérieure du Fort bastionné de Hekirichi (phase initiale)

Les diagrammes historiques existants et les fouilles archéologiques ont révélé que jusqu'à 17 bâtiments étaient présents à l'intérieur de l'enceinte intérieure du Fort bastionné de Hekirichi. Le plus ancien diagramme connu, le Plan du fort bastionné de Matsumae à Anatahira (Japonais: アナタヒラ松前陣屋絵図面, Anatahira Matsumae Jinya Ezumen), conservé à la Bibliothèque centrale de Hakodate, montre 16 bâtiments au moment de la construction, incluant des éléments au coin du bastion ouest tels que le Kakuba-goya (Japonais: 角場小屋, une remise pour le tir d'armes à feu), le Ō-Adzuchi (Japonais: 大安土, un monticule de terre pour placer des cibles) et le Tamami (Japonais: 玉見, un remblai en forme de manivelle utilisé pour confirmer les impacts), indiquant la présence d'un terrain d'entraînement aux armes à feu à l'intérieur de l'enceinte,. Cette structure et cette disposition constituent des exemples significatifs pour étudier la configuration des terrains d'entraînement aux armes à feu au Japon à la fin de la période Edo.
Cependant, dans des diagrammes ultérieurs présumés dater de périodes postérieures, ce terrain d'entraînement est absent. Lors des fouilles menées pour la préservation du site, des traces d'un autre bâtiment ont été trouvées, chevauchant la ligne de tir du terrain d'entraînement, et aucun vestige lié au Ō-Adzuchi ou au Tamami n'a été découvert. Cela suggère qu'à un moment donné pendant le fonctionnement du fort, l'entraînement aux armes à feu a peut-être été abandonné, et l'espace réaménagé pour de nouveaux bâtiments.
Selon les Directives du Fort bastionné de Hekirichi (Japonais: 戸切地御陣屋心得書, Hekirichi Go-Jinya Kokoroe-sho), les bâtiments liés aux résidences et aux fonctions administratives comprenaient: les quartiers des officiers no 1 (Japonais: 一番御長屋 Ichiban On-nagaya), où était stationné le commandant; les quartiers des officiers no 2 (Japonais: 二番御長屋, Niban On-nagaya), où étaient logés les vassaux et qui abritaient également une infirmerie; le bureau des comptables (Japonais: 御勘定所, On-kanjo-sho); et les baraquements pour soldats ordinaires (Japonais: 大部屋, Ō-beya) pour les fantassins de rang inférieur et les serviteurs, tous situés dans quatre longues maisons au centre de l'enceinte intérieure. Une comparaison de plusieurs diagrammes historiques montre que l'attribution de ces pièces a varié au fil du temps. De plus, l'enceinte contenait des installations de stockage pour les livres, la nourriture, les canons et les armes à feu, ainsi qu'un dojo, des écuries, des postes de garde, des tours de guet, une maison de bains et des puits,.
Le personnel déployé est estimé à un effectif compris entre 120 et 160 personnes, incluant des commandants, des vassaux, des fantassins et des rangs inférieurs, qui servaient sur une base tournante. Selon les diagrammes historiques, des pièces étaient également attribuées à des intermédiaires chargés de tâches diverses. Plus tard, en réponse au plan de récupération mentionné précédemment, des membres du clan Matsumae se sont installés avec leurs familles le long de l'approche principale, utilisant les terres environnantes pour l'agriculture tout en assumant simultanément des fonctions militaires et agricoles. Après la restauration de Meiji en 1868, lorsque Shimizutani Kinnaru (清水谷 公考, 1845–1882) a assumé le rôle de gouverneur de la préfecture de Hakodate et a pris résidence à Goryōkaku, des troupes du Fort bastionné de Hekirichi ont été envoyées en rotation en mai, sur ordre de Shimizutani, pour aider à sa défense,. Le Registre des membres déchus du clan Matsumae (Japonais: 旧館藩士族殉難調, Kyū Tate-han Shizoku Junnan Shirabe), qui documente les guerriers du clan Matsumae (Tate) morts pendant la guerre de Hakodate, mentionne un membre du clan Matsumae, Takahata Kiroku (高畑 喜六, 1818–1868), indiquant qu'il s'est installé avec sa famille au fort en 1862 et a été envoyé en tant que membre des forces de défense de Goryōkaku de juillet à septembre 1868, en réponse à une demande de la préfecture de Hakodate.

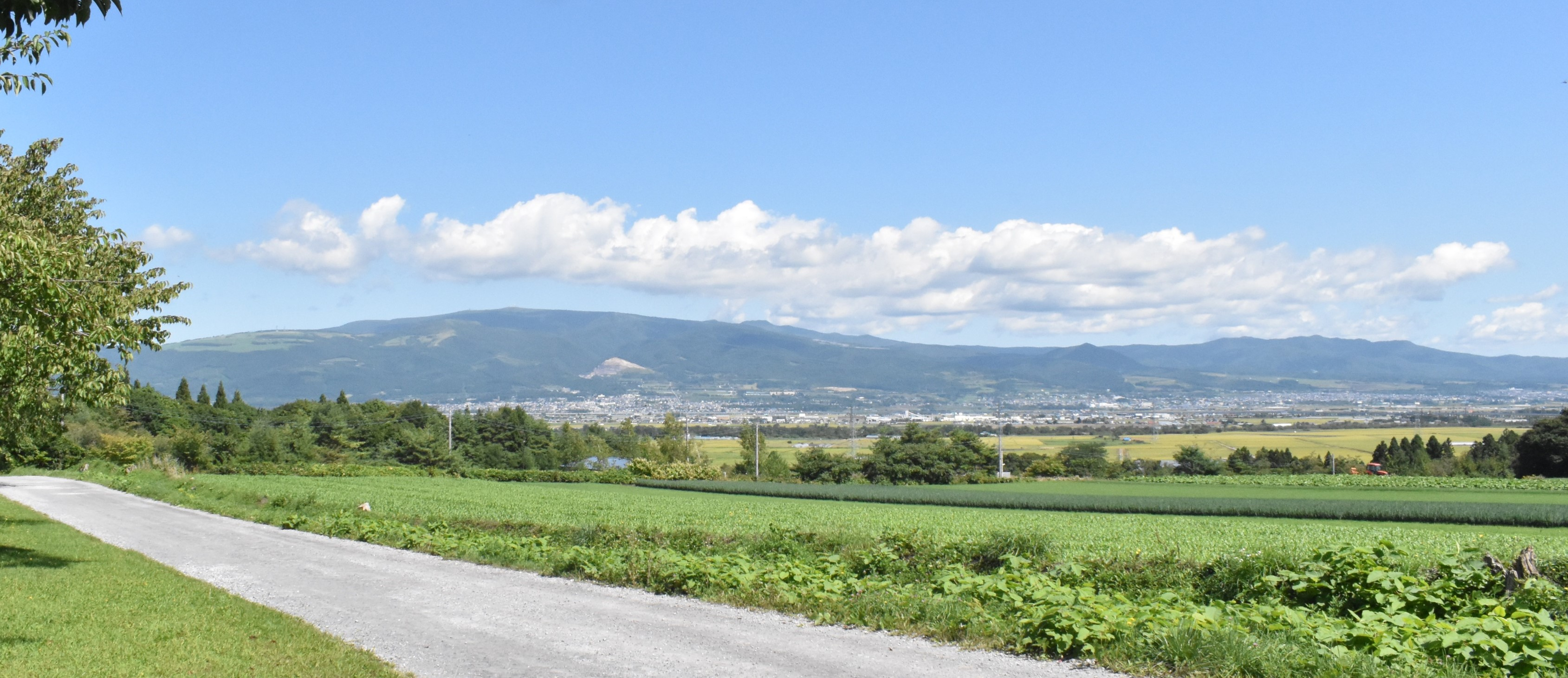
La vue vers le nord-est depuis le Fort bastionné de Hekirichi. Une pente douce s'étendant sur environ 1 km se déploie devant, offrant une large vue sur la plaine de Hakodate, qui était la zone assignée à la surveillance.

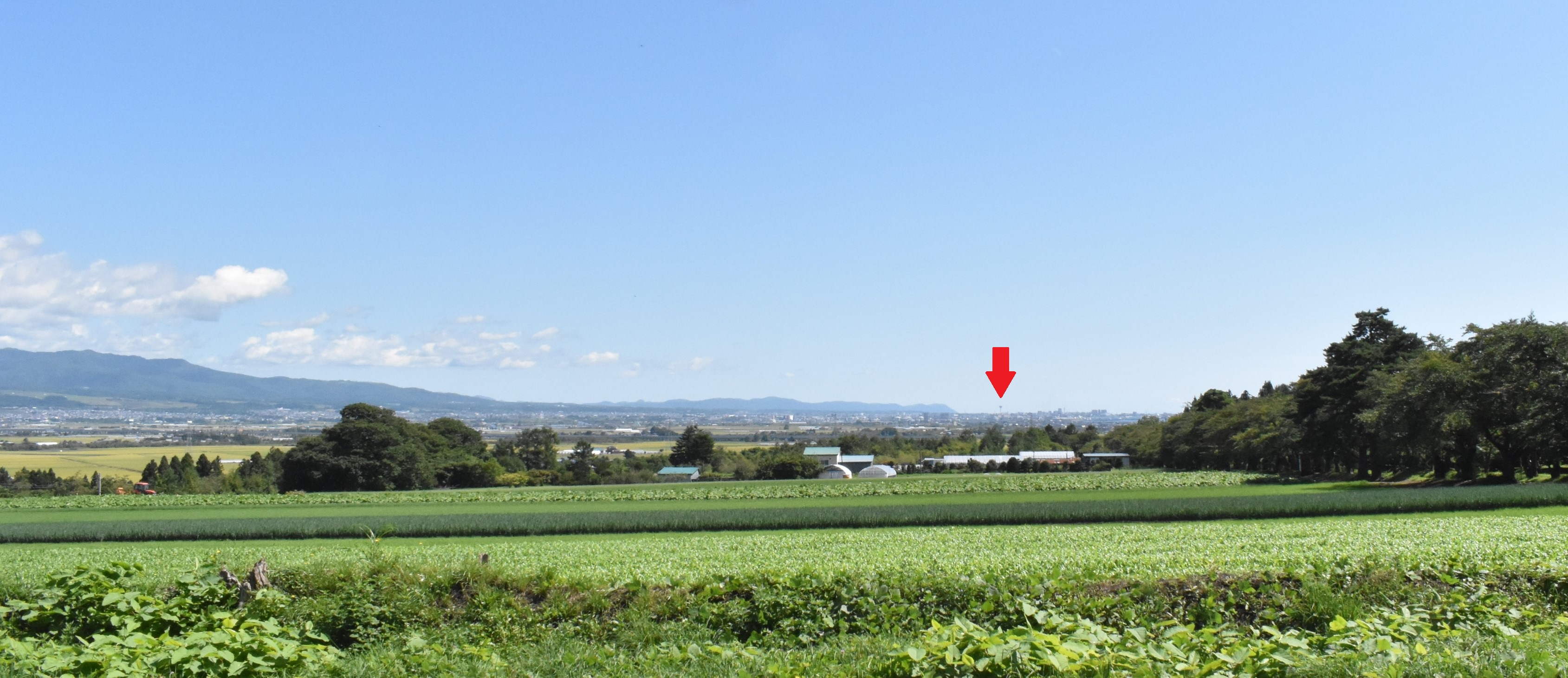
La vue vers l'est depuis le Fort bastionné de Hekirichi. Une pente douce s'étendant sur environ 1 km se déploie devant, avec Goryōkaku situé presque directement en face (flèche rouge).

Le Fort bastionné de Hekirichi fonctionnait principalement comme un poste de garde pour la plaine de Hakodate, tirant parti de ses vues avantageuses et de son terrain, tout en servant de garnison pour le personnel stationné. De plus, il jouait un rôle complémentaire à la préfecture de Hakodate et à Goryōkaku, qui manquaient de capacités militaires significatives. En outre, en 1864, il a pris en charge des tâches administratives, telles que l'intermédiation pour l'approbation de résidence d'une personne ayant quitté son registre familial, après avoir déménagé de Kubota (aujourd'hui préfecture d'Akita) et servi pendant sept ans. Cela suggère qu'il assumait également un certain degré de discrétion administrative en tant que sous-bureau pour les affaires internes.

## Guerre de Hakodate (1868) et abandon du fort
En 1868, pendant la bataille de Hakodate déclenchée par le débarquement des restes du shogunat à Ezo, la garnison du Fort bastionné de Hekirichi répondit à une demande de la préfecture de Hakodate le 22 octobre, en envoyant des renforts à Goryōkaku. Cependant, elle subit des défaites consécutives lors d’une attaque nocturne à Tōge-shita (Japonais: 峠下の夜襲, 23 octobre) et de la bataille de Nanae (Japonais: 七重の戦い, 24 octobre), se repliant sans retourner au fort. L’unité «lance et épée» (Japonais: 鎗劔隊, So-ken-tai) du clan Matsumae, envoyée en renfort depuis leur base principale, fut également lourdement défaite lors de la bataille d’Ōno-guchi (Japonais: 大野口の戦い, 24 octobre) et se replia sans s’arrêter au fort. Le même jour, observant l’approche d’une unité de patrouille dirigée par Takigawa Mitsutarō (滝川充太郎, 1850–1877) et Honda Koshichirō (本多幸七郎, 1845–1905) sous les ordres d’Ōtori Keisuke (大鳥圭介, 1833–1911), qui avait repoussé les forces alliées du nouveau gouvernement à Ōno, les quelques soldats restants mirent le feu aux bâtiments du fort et se replièrent sans engager de combat. Lors de cet événement, l’unité de Takigawa s’empara de deux canons, 150 ballots de riz et d’autres munitions.
Après la bataille de Hakodate, en 1900, le site du Fort bastionné de Hekirichi passa sous la propriété de la famille Iwafune, une famille de marchands éminents de Hakodate connue pour avoir créé le jardin Kōsetsu-en (香雪園, Jardin Kosetsu). En 1904, des cerisiers furent plantés le long de l’ancienne voie principale pour commémorer la victoire dans la guerre russo-japonaise. Par la suite, cette avenue de cerisiers en fleurs fit du Fort bastionné de Hekirichi un lieu pittoresque renommé, contribuant à sa préservation ultérieure.

## État actuel
Le 18 mars 1965, le Fort bastionné de Hekirichi fut désigné comme site historique national du Japon selon le critère 2 des sites historiques (ruines de châteaux). Le nom officiel, reflétant le titre utilisé par le clan Matsumae, était «Vestige du Fort bastionné de Hekirichi du clan Matsumae» (Japonais: 松前藩戸切地陣屋跡, Matsumae Han Hekirichi Jinya Ato),.
Après sa désignation comme site historique, la ville de Kamiiso (aujourd’hui ville de Hokuto) acquit le site en tant que propriété municipale en 1977. Pour protéger le site et en faciliter l’utilisation, des fouilles archéologiques et des travaux d’entretien environnemental furent entrepris à partir de 1979, avec des subventions des gouvernements national et préfectoral. Les fouilles confirmèrent la découverte de vestiges de bâtiments dans l’enceinte intérieure, correspondant étroitement aux diagrammes historiques, et mirent au jour environ 65 000 artefacts, principalement des objets domestiques de la fin de la période Edo. Ces découvertes confirmèrent le fonctionnement du Fort bastionné de Hekirichi en tant qu’avant-poste du clan Matsumae.
Cependant, les découvertes de l’époque se limitèrent aux fonctions administratives, et aucune exploration ne fut menée concernant les aspects militaires, notamment les structures, les fonctions et les théories d’origine européenne.

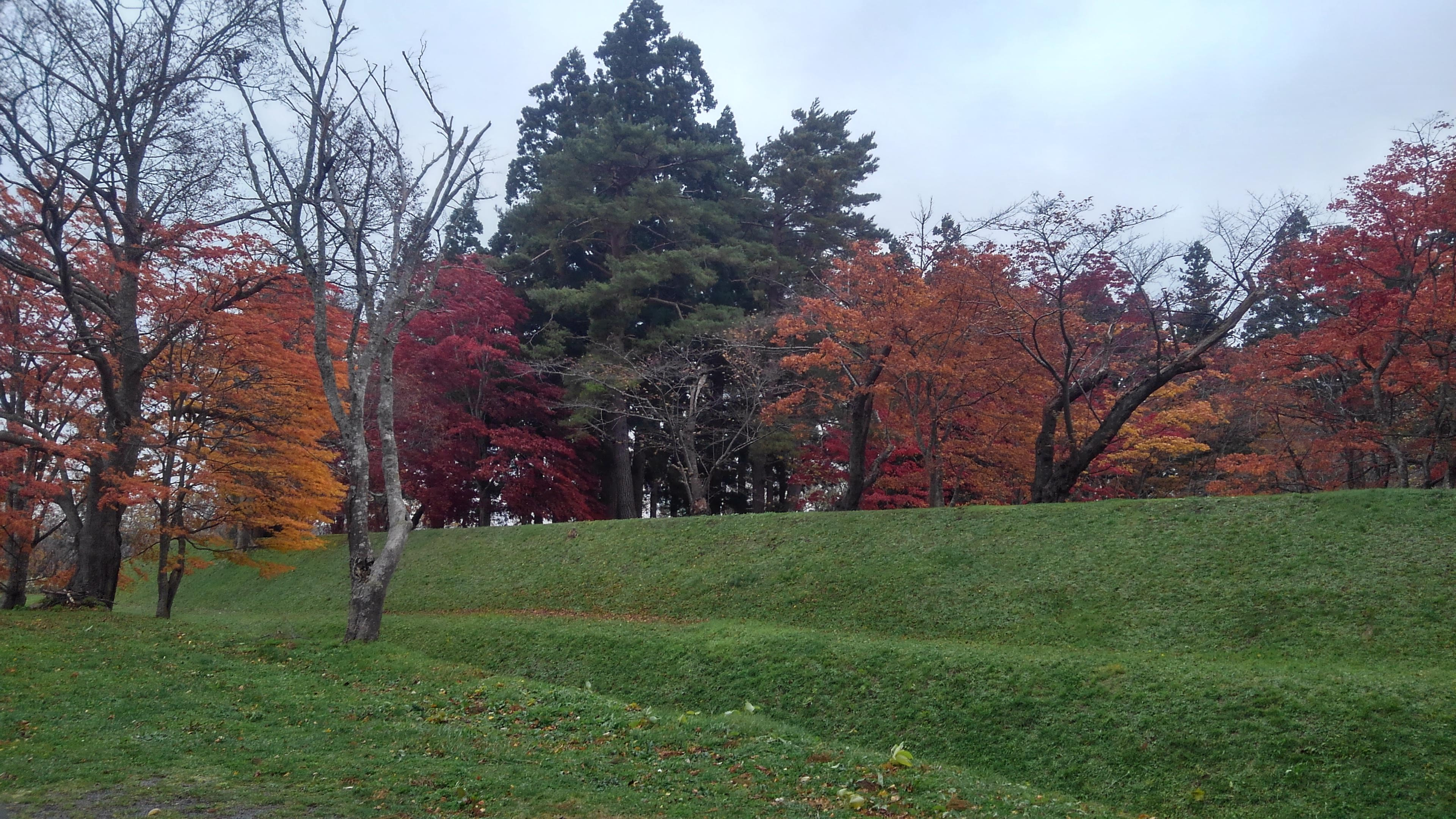
L’enceinte principale du Fort bastionné de Hekirichi pendant la saison des feuillages d’automne (vue de l’extérieur).

À la suite des fouilles archéologiques, des projets d’aménagement d’un parc ont débuté, s’achevant en 2001. Les espaces ouverts et les places entourant le bastion principal en forme d’étoile, ainsi que l’avenue de cerisiers plantée à l’ère Meiji (communément appelée le «Tunnel de cerisiers»), servent de cadre au Festival annuel des cerisiers en fleurs du Fort bastionné de Hokuto (Japonais: 北斗陣屋桜まつり, Hokuto Jinya Sakura Matsuri), qui se tient en mai.
En 2007, dans le cadre de la deuxième sélection des 100 parcs historiques du Japon, choisie pour commémorer le 50e anniversaire de la loi sur les parcs urbains, le Parc du Fort bastionné de Hekirichi a été inclus aux côtés du Parc de Matsumae dans la ville du château de Matsumae.
Le bastion principal en forme d’étoile, qui constitue le cœur du parc historique, conserve ses terrassements et fossés d’origine, permettant aux visiteurs d’observer une structure qui reflète minutieusement la théorie militaire européenne du XIXe siècle dans ses détails. En particulier, les batteries d’artillerie des sections du bastion, composées de parapets pouvant atteindre 10 mètres d’épaisseur à la base, d’embrasures évasées vers l’extérieur et de plateformes d’emplacement de canons autrefois utilisées pour calibrer les positions des canons, ont été construites en stricte conformité avec les doctrines militaires européennes de l’époque,,. La préservation de ces vestiges dans un état presque original est sans équivalent au Japon. Au Japon, en raison des restrictions institutionnelles sur la construction de châteaux, les exemples pratiques de la théorie militaire européenne du XIXe siècle appliquée à la guerre terrestre à la fin de la période Edo sont nettement moins nombreux que les batteries de défense côtière.
Depuis 2018, Tokita Taichirō, conservateur au Musée municipal de Hokuto, mène des recherches continues de réévaluation sur le Fort bastionné de Hekirichi, en se concentrant particulièrement sur ses liens avec la théorie militaire européenne. Le premier numéro du bulletin du musée, publié en janvier 2024, inclut un article complet résumant les résultats de ces recherches et la réévaluation du Fort bastionné de Hekirichi.

## Style de bastion en forme d'étoile à quatre pointes

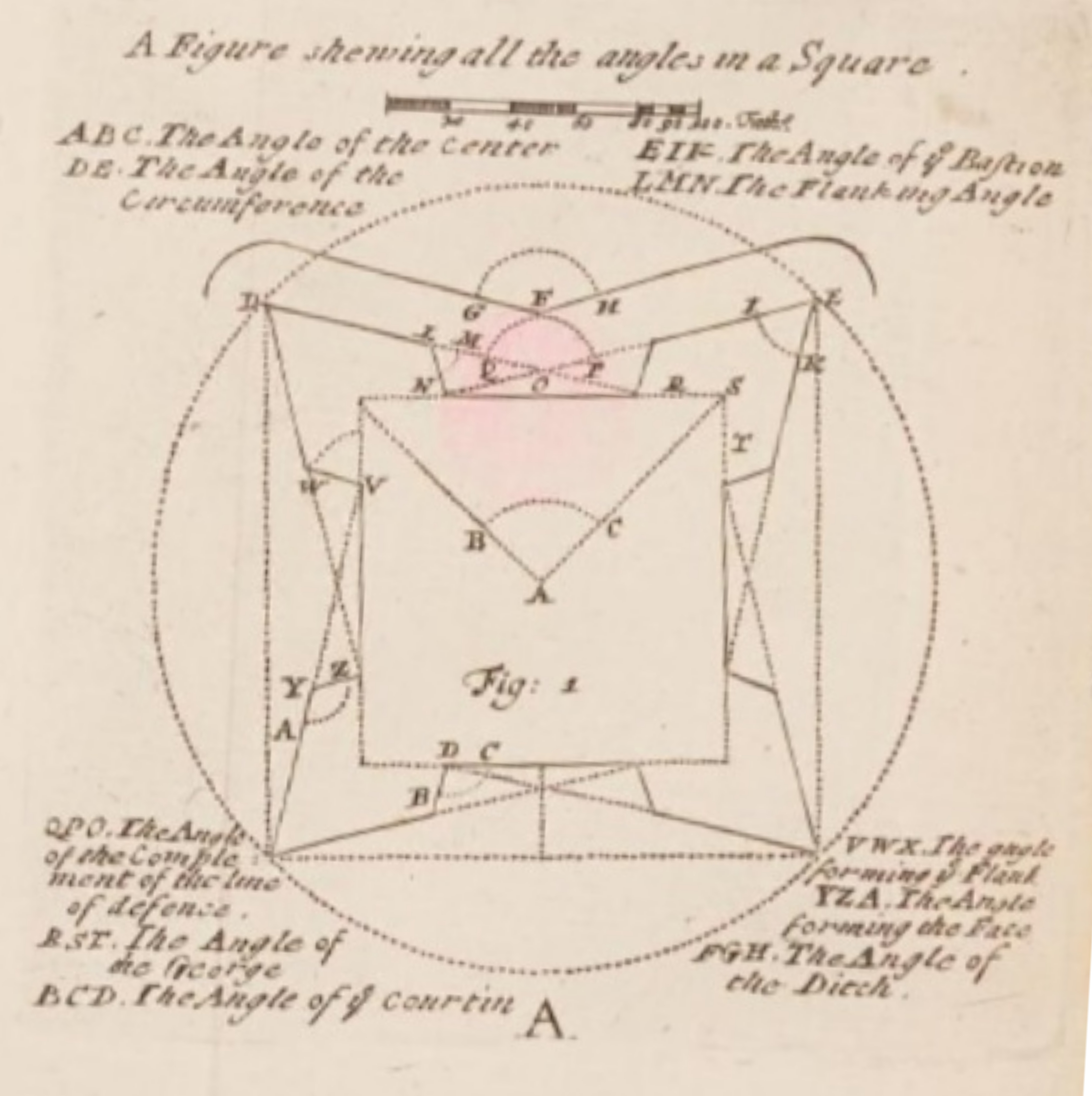
Un diagramme schématique de la conception d’un fort bastionné en forme d’étoile à quatre pointes basé sur un carré, dérivé d’une analyse géométrique, tiré de l’ouvrage de Vauban, Nouveau traité de géométrie et fortification (1691).

Le Fort bastionné de Hekirichi est classé parmi les forts bastionnés comme un fort bastionné dit en forme d’étoile à quatre pointes. Ce type de forts bastionnés se caractérise par quatre «angles saillants», dont au moins un intègre un bastion en tant que structure défensive définie simplement comme une structure dotée de (1) deux faces, (2) deux flancs, (3) fonctionnant comme une plateforme de tir, ou (4) une structure répondant aux conditions mentionnées ci-dessus et divisée en deux, à savoir un demi-bastion.
En 2025, l’analyse des données recueillies sur environ 1 000 forts bastionnés à travers le monde a révélé que 40% des forts bastionnés sont atypiques, ne prenant pas la forme dite en étoile, tandis que parmi les 60% restants qui sont des forts bastionnés en forme d’étoile, environ la moitié sont des forts bastionnés en forme d’étoile à quatre pointes.
La systématisation analytique et géométrique des techniques de construction des forts bastionnés conventionnels, entreprise tout au long du XVIIe siècle par des chercheurs militaires tels que Vauban, son mentor Pagan et son disciple Cambray, a culminé dans l’ouvrage "Nouveau traité de géométrie et fortification." Dans ce texte, l’étape fondamentale pour la conception géométrique des forts «nouvellement construits», par opposition aux forts «renforcés», a été identifiée comme étant le polygone régulier le plus facile et le plus simple à dessiner: le carré.

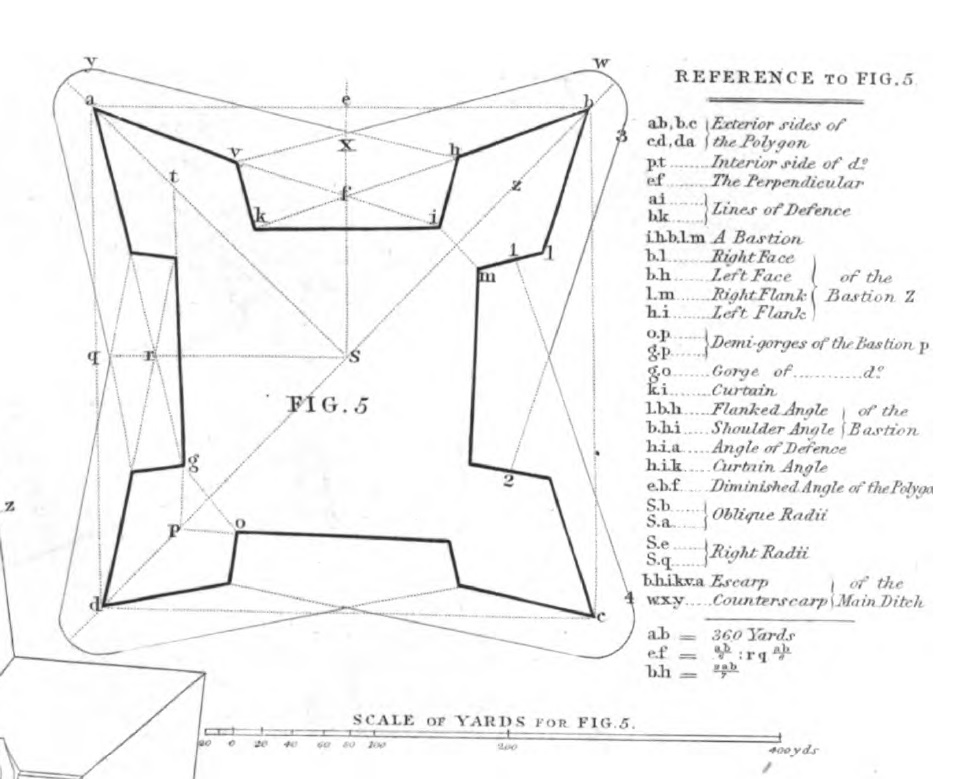
Le fort bastionné en forme d’étoile à quatre pointes basé sur un carré, tel que représenté dans l’ouvrage de H. Straith, Treatise on Fortification and Artillery (1848).

Cette réponse simple, même avant que Vauban et d’autres ne la formalisent géométriquement, est attestée par le fait que, dès le troisième quart du XVIIe siècle, avant que Vauban ne commence son œuvre majeure, 549 des 1 005 forts bastionnés actuellement identifiés avaient déjà été construits, dont 169 (30,7%) étaient des forts bastionnés en forme d’étoile à quatre pointes. L’enceinte carrée constitue le mur défensif polygonal le plus simple. Cette méthode de construction directe, consistant à ajouter des bastions aux quatre coins, peut être considérée comme l’approche la plus «réalisable» pour des forts de toutes tailles.

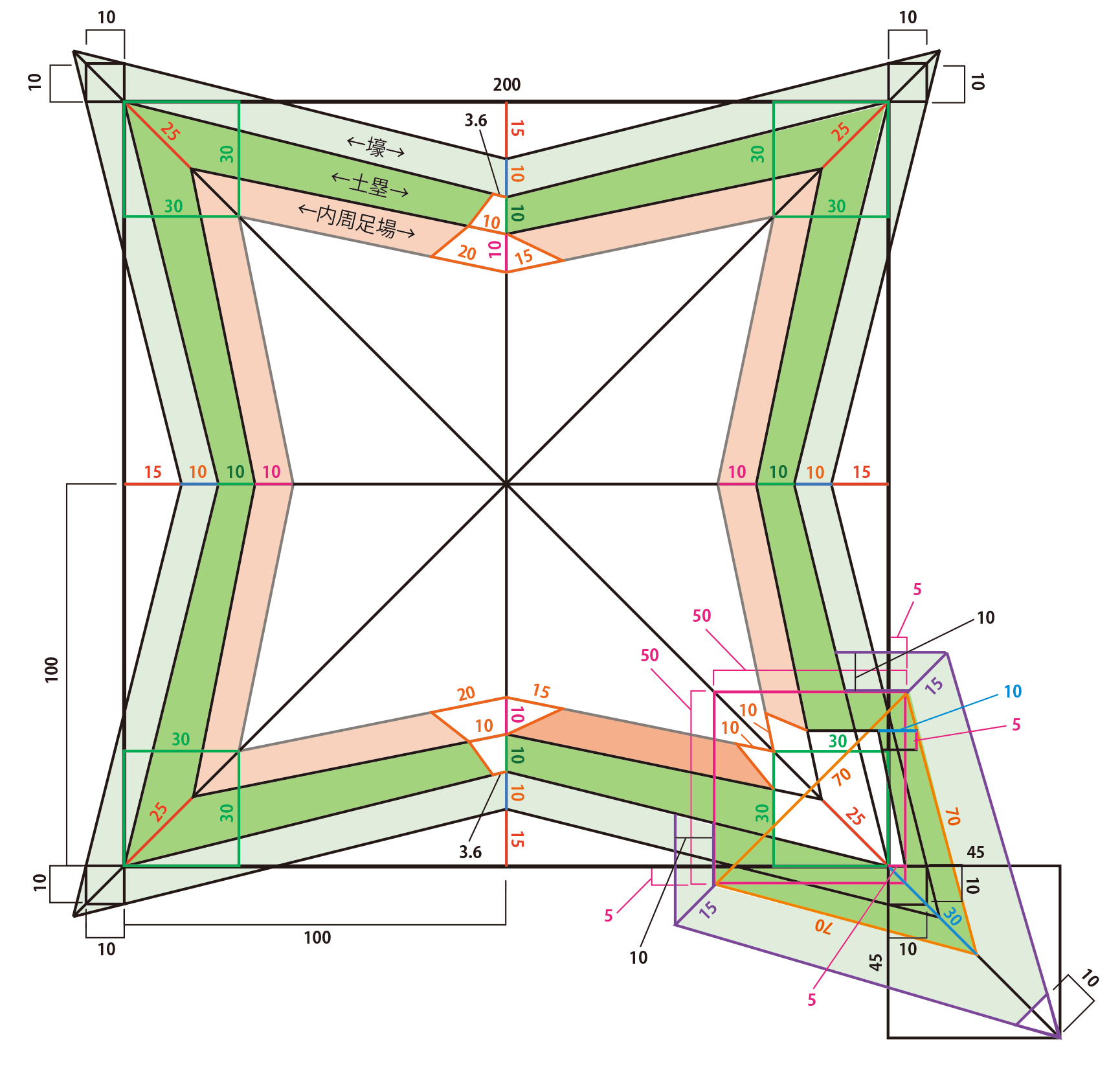
Conception géométrique en forme d’étoile à quatre pointes du Fort bastionné de Hekirichi (1855).

Cette méthode de conception, basée sur le polygone régulier «le plus facile à dessiner», combinée à l’élucidation de sa structure géométrique, a servi de «fondement de la conception» pour les forts bastionnés. Environ 150 ans plus tard, elle a continué à être transmise et développée dans les travaux des instructeurs de fortification de l’École spéciale militaire de Saint-Cyr, tels que Nicholas Savart, et ceux qui lui ont succédé, comme Jean-Baptiste Imbert (1819–1917), et Amand Rose Émy, ainsi que dans des textes comme le Treatise on Fortification and Artillery (1848) de Hector Straith (britannique) et le Handleiding tot de kennis der versterkings-kunst, ter dienste van onderofficieren (1849) de C.M.H. Pel (néerlandais).
La construction du Fort bastionné de Hekirichi a coïncidé avec une époque marquant le déclin des forts bastionnés, rendus obsolètes par l’évolution de la guerre d’artillerie. Au milieu de ce tournant historique, l’enceinte principale du fort a été conçue selon le style bastionné, une approche militaire européenne pour la guerre d’artillerie encore peu comprise au Japon à l’époque. Pour y parvenir dans un délai limité, la conception en forme d’étoile à quatre pointes basée sur un carré, considérée comme la «plus efficace», a été adoptée. En concentrant l’origine du tir d’artillerie sur une seule batterie de bastion tout en alignant le terrain avec des capacités de contrôle du feu, le Fort bastionné de Hekirichi peut être considéré comme un fort unique de son époque, harmonisant les systèmes technologiques croisés de la fortification de style bastionné et de la guerre d’artillerie à longue portée.